# Hana Takahashi
Hana Takahashi (født 19. februar 2000) er en japansk fodboldspiller. Hun er medlem af Japans kvindefodboldlandshold.

## Landsholdskarriere
Den 6. oktober 2019 fik hun debut på det japanske landshold, i en kamp mod Canada.